# Крабоиды
Крабоиды, или крабовидные раки-отшельники (лат. Lithodidae), — семейство неполнохвостых раков, представители которого обладают внешним сходством с крабами (Brachyura), но легко отличимы по редуцированной пятой паре развитых ног (включая переднюю пару, вооруженную клешнями)  и асимметричному брюшку у самок.

## Распространение
Встречаются повсеместно в мировых океанах. Единственная находка семейства в ископаемом состоянии была сделана в миоценовых отложениях Новой Зеландии. 

## Крабоиды и человек
Некоторые виды выступают в роли ценных объектов промысла.

## Систематика
109 видов, более половины из которых принадлежит к крупнейшим родам Paralomis (57 видов) и Lithodes (20 видов). В семействе Lithodidae 10 родов:
- Cryptolithodes Brandt, 1848
- Glyptolithodes Faxon, 1895
- Lithodes Latreille, 1806
- Lopholithodes Brandt, 1848
- Neolithodes A. Milne-Edwards & Bouvier, 1894
- Paralithodes Brandt, 1848
- Paralomis White, 1856
- Phyllolithodes Brandt, 1848
- Rhinolithodes Brandt, 1848
- Sculptolithodes Makarov, 1934